# Редлихииды
Редлихииды (лат. Redlichiida) — отряд примитивных трилобитов. Палеозойская группа: найдены только в кембрийском периоде. Название отряду дано в честь К. Редлиха, который в 1901 году описал трилобитов из кембрия Индии.

## Описание
Тело овальное, удлинённое. Торакс (туловищный отдел) включает множество сегментов (до 90) с шиповатыми концами. Глаза обычно крупные. Выпуклая часть головного щита, или глабелла, крупная, округлая, вытянутая, расширяется кпереди или кзади, хорошо сегментированная. Головной щит с развитыми щёчными шипами.

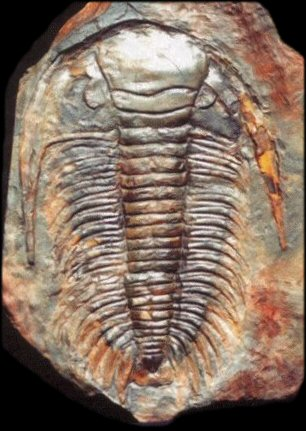
Paradoxides davidis
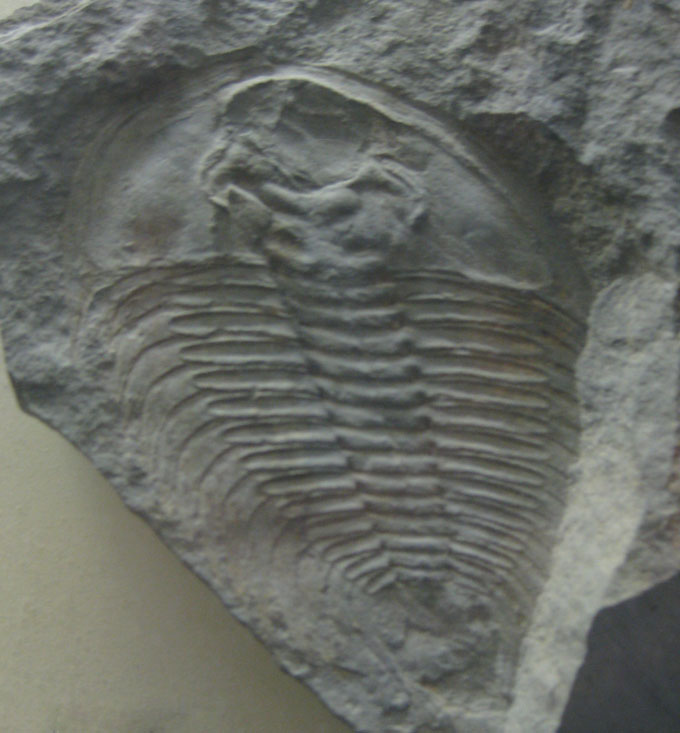
Olenellus
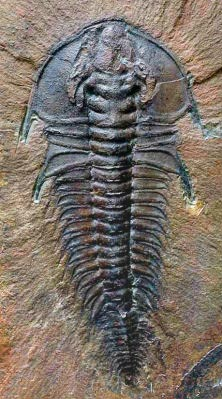
Mesonacis
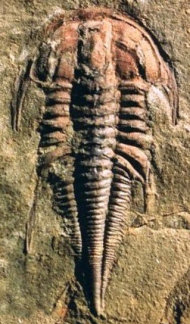
Balcoracania

## Классификация
Одна из наиболее примитивных базальных групп трилобитов, разделённая на 2 подотряда (Redlichiina, Olenellina) и около 20 семейств.
- Olenellina (Corynexochoidea)
  - Olenelloidea
    - Olenellidae: Angustolenellus, Arcuolenellus, Biceratops, Bolbolenellus, Bristolia, Fremontella, Fritzolenellus, Gabriellus, Laudonia, Lochmanolenellus, Mesolenellus, Mesonacis (=Fremontia), Mummaspis, Nephrolenellus, Olenelloides, Olenellus (/Barrandia), Paedeumias, Peachella, Teresellus, Wanneria
    - Holmiidae: Andalusiana, Baltobergstroemia, Callavia (=Cephalacanthus/Callavalonia; =Cobboldus), Cambropallas, Elliptocephala (/Georgiellus, /Ebenezeria), Holmia (=Esmeraldina), Holmiella, Iyouella, Kjerulfia, Palmettaspis, Postfallotaspis, Schmidtiellus (/Schmidtia)

  - Fallotaspidoidea
    - Fallotaspididae, Archaeaspididae, Judomiidae, Neltneriidae, Nevadiidae
- Redlichiina (Illaenoidea)
  - Emuelloidea: Emuellidae, Megapharanaspidae
  - Redlichioidea: Redlichiidae, Dolerolenidae, Yinitidae, Mayiellidae, Gigantopygidae, Saukiandidae, Metadoxididae, Abadiellidae, Kuechowiidae, Menneraspididae, Redlichinidae, Chengkouaspidae
  - Paradoxidoidea: Paradoxididae, Centropleuridae, Xystriduridae

## Геохронология
Группа появилась около 520 млн лет назад в начале кембрийского периода и полностью вымерла в конце кембрия.
| Докембрий | Фанерозой | Фанерозой | Фанерозой | Фанерозой | Фанерозой | Фанерозой | Фанерозой | Фанерозой | Фанерозой | Фанерозой | Фанерозой | Фанерозой | Эон       |
| Докембрий | Палеозой  | Палеозой  | Палеозой  | Палеозой  | Палеозой  | Палеозой  | Мезозой   | Мезозой   | Мезозой   | Кайнозой  | Кайнозой  | Кайнозой  | Эра       |
| --------- | --------- | --------- | --------- | --------- | --------- | --------- | --------- | --------- | --------- | --------- | --------- | --------- | --------- |
| Докембрий | Кембрий   | Ордо вик  | Сил ур    | Девон     | Карбон    | Пермь     | Триас     | Юра       | Мел       | Палео ген | Нео ген   |           | П-д       |
| 4567      | 538,8     | 486,85    | 443,1     | 419,62    | 358,86    | 298,9     | 251,902   | 201,4     | 143,1     | 66,0      | 23,04     |           | млн лет ← |
| 4567      | 538,8     | 486,85    | 443,1     | 419,62    | 358,86    | 298,9     | 251,902   | 201,4     | 143,1     | 66,0      | 23,04     | 2,58      |           |